# Campeonato Paraibano de Futebol de 2007 - Segunda Divisão
A Segunda Divisão do Campeonato Paraibano de Futebol de 2007 foi a 23 ª edição da segunda divisão do campeonato paraibano, organizado e dirigido pela Federação Paraibana de Futebol. Contou com a participação de 6 times e ao final a Sociedade Esportiva Queimadense, de Queimadas conquistou o título e o acesso para disputar a primeira divisão do ano seguinte.

## Modo de disputa
O campeonato ocorreu com dois turnos, os 6 clubes jogam entre si em turno e returno. O campeão de cada turno garantia automaticamente uma vaga na fase final, caso um time vencesse os dois turnos ele seria o campeão de 2007 antecipado, garantindo também vaga na primeira divisão de 2008. Caso ocorresse de clubes diferentes vencerem cada turno então seriam 3 clubes na fase final: os campeões de cada turno mais o melhor colocado na classificação geral. Nesse triangular decide-se a única vaga para a Primeira Divisão do Paraibano de 2008.

## Participantes
| Equipe      | Cidade         | Estádio (capacidade) |
| ----------- | -------------- | -------------------- |
| Cruzeiro    | Itaporanga     | Zezão (3.000)        |
| CSP         | João Pessoa    | Almeidão (35.000)    |
| Leonel      | Campina Grande | Amigão (35.000)      |
| Queimadense | Queimadas      | Amigão (35.000)      |
| Paraíba     | Cajazeiras     | Perpetão (6.000)     |
| Santa Cruz  | Santa Rita     | Teixeirão (5.000)    |

## Classificação

### 1º turno
O primeiro turno aconteceu entre os dias 12 de Agosto e 9 de Setembro, todos jogaram contra todos nos chamados, jogos de ida.
| Clube       | P  | J | V | E | D | GP | GC | SG |
| ----------- | -- | - | - | - | - | -- | -- | -- |
| Queimadense | 12 | 5 | 4 | 0 | 1 | 9  | 5  | +4 |
| Cruzeiro    | 9  | 5 | 3 | 0 | 2 | 13 | 5  | +8 |
| CSP         | 8  | 5 | 2 | 2 | 1 | 6  | 4  | +2 |
| Santa Cruz  | 5  | 5 | 1 | 2 | 2 | 3  | 5  | -2 |
| Leonel      | 5  | 5 | 1 | 2 | 2 | 5  | 9  | -4 |
| Paraíba     | 2  | 5 | 0 | 2 | 3 | 3  | 11 | -8 |

### 2º Turno
O segundo turno aconteceu entre os dias 16 de Setembro e 12 de Outubro, os jogos eram os mesmos que o turno anterior, porém, revertia-se o mando de campo.
| Clube       | P  | J | V | E | D | GP | GC | SG  |
| ----------- | -- | - | - | - | - | -- | -- | --- |
| CSP         | 13 | 5 | 4 | 1 | 0 | 11 | 3  | +8  |
| Paraíba     | 12 | 5 | 4 | 0 | 1 | 14 | 4  | +10 |
| Queimadense | 7  | 5 | 2 | 1 | 2 | 4  | 7  | -3  |
| Cruzeiro    | 5  | 5 | 1 | 2 | 2 | 4  | 7  | -3  |
| Santa Cruz  | 3  | 5 | 1 | 0 | 4 | 3  | 12 | -9  |
| Leonel      | 2  | 5 | 0 | 2 | 3 | 4  | 10 | -6  |

|  |                                                    |
|  | Campeão do turno, classificado para a 2ª fase      |
|  | Classificado para segunda fase pela soma de pontos |

## Fase final
A fase final ocorreu entre os dias 21 de Outubro e 11 de Novembro, todos jogariam contra todos e aquele que conseguisse mais pontos ganharia o título e a vaga na primeira divisão do ano seguinte.

### Classificação
| Clube       | P | J | V | E | D | GP | GC | SG |
| ----------- | - | - | - | - | - | -- | -- | -- |
| Queimadense | 8 | 4 | 2 | 2 | 0 | 6  | 3  | +3 |
| CSP         | 4 | 4 | 1 | 1 | 2 | 6  | 7  | -1 |
| Cruzeiro    | 4 | 4 | 1 | 1 | 2 | 4  | 6  | -2 |

## Vencedor
| Campeonato Paraibano de Futebol da Segunda Divisão de 2007 |
| ---------------------------------------------------------- |
| Queimadense Campeão (1º título)                            |